# ラトゥクルーガー
ラトゥ ウィリアム クルーガー（Latu William Kruger、1995年10月10日 - ）は、日本のラグビー選手。旧名クロンフェルド・ウィリアム・クルーガー・ラトゥ（Kronfeld William Kruger Latu）。

## プロフィール
- 群馬県太田市出身[1]。
- ポジションはスタンドオフ（SO)、センター(CTB)、フルバック(FB)。
- 身長 185cm、体重 92kg
- ニックネームはルカ
- 父のシナリも元ラグビー選手（元・三洋電機）[2]。
- トンガサムライXVスコッドに選ばれたことがある[3]。

## 略歴
小学校までを太田市で過ごし、中高はニュージーランドのティマル・ボーイズ・ハイスクールへ留学。2014年、大東文化大学に入る。その際、ラグビー部の外国人枠が埋まっていたため日本に帰化。
2018年、大東文化大学卒業後、パナソニック ワイルドナイツ(現・埼玉パナソニックワイルドナイツ)に加入。
2020年、三菱重工相模原ダイナボアーズに加入。
2021年2月21日にジャパンラグビートップリーグ第1節サントリーサンゴリアス戦に先発出場で公式戦初出場を果たす。
2022年6月のチャリティーマッチ「ジャパンエマージングブロッサムズ対トンガサムライフィフティーン」では、試合前や試合後に行われたシピタウのリーダーになった。同年、三菱重工相模原ダイナボアーズを退団した。